# Aschamalmit
Aschamalmit (IMA-Symbol Ahm) ist ein selten vorkommendes Mineral aus der Mineralklasse der „Sulfide und Sulfosalze“ mit der idealisierten chemischen Zusammensetzung Pb6Bi2S9 und damit chemisch gesehen ein Blei-Bismut-Sulfid, dass allerdings strukturell zu den Sulfosalzen gehört.
Aschamalmit kristallisiert im monoklinen Kristallsystem und entwickelt prismatische bis lattenförmige oder auch dicke, leicht gebogene, tafelige Kristalle bis etwa 5 cm Länge. Das Mineral ist in jeder Form undurchsichtig (opak) und zeigt auf den Oberflächen der bleigrauen, im Auflicht auch cremeweißen, Kristalle einen metallischen Glanz.

## Etymologie und Geschichte
Entdeckt wurde Aschamalmit zuerst in Mineralproben von der zu Ascham gehörenden Aschamalm im Untersulzbachtal (Zell am See, Salzburg) in Österreich. Die Analyse und Erstbeschreibung erfolgte durch William Gustav Mumme (* 1936), Gerhard Niedermayr (1941–2015), P. R. Kelly und W. H. Paar, die das Mineral nach dessen Typlokalität benannten.
Mumme, Niedermayr Kelly und Paar sandten ihre Untersuchungsergebnisse und den gewählten Namen 1982 zur Prüfung an die International Mineralogical Association (interne Eingangsnummer der IMA: 1982-089), die den Aschamalmit als eigenständige Mineralart anerkannte. Die Erstbeschreibung wurde anschließend im Folgejahr im Fachmagazin Neues Jahrbuch für Mineralogie, Monatshefte veröffentlicht.
Das Typmaterial des Minerals wird in der Mineralogischen Sammlung des Naturhistorischen Museums (NHM bzw. NHMW) in Wien (Österreich) unter den Inventarnummern L8710 (HT) und L8711 (CT) sowie im Museum of Victoria (MOV; heute: Melbourne Museum) in Melbourne (Australien) aufbewahrt.

## Klassifikation
Da der Aschamalmit erst 1982 als eigenständiges Mineral anerkannt wurde, ist er in der letztmalig 1977 überarbeiteten 8. Auflage der Mineralsystematik nach Strunz noch nicht verzeichnet.
In der zuletzt 2018 überarbeiteten Lapis-Systematik nach Stefan Weiß, die formal auf der alten Systematik von Karl Hugo Strunz in der 8. Auflage basiert, erhielt das Mineral die System- und Mineralnummer II/E.29-010. Dies entspricht der Klasse der „Sulfide und Sulfosalze“ und dort der Abteilung „Sulfosalze (S : As,Sb,Bi = x)“, wo Aschamalmit zusammen mit Heyrovskýit eine unbenannte Gruppe mit der Systemnummer II/E.29 bildet.
Die von der IMA zuletzt 2009 aktualisierte 9. Auflage der Strunz’schen Mineralsystematik ordnet den Aschamalmit in die Abteilung „Sulfosalze mit PbS als Vorbild“ ein. Hier ist das Mineral in der Unterabteilung „Galenit-Derivate mit Blei (Pb)“ zu finden, wo es zusammen mit Eskimoit und Heyrovskýit eine unbenannte Gruppe mit der Systemnummer 2.JB.40b bildet.
In der vorwiegend im englischen Sprachraum gebräuchlichen Systematik der Minerale nach Dana hat Aschamalmit die System- und Mineralnummer 03.01.11.01. Das entspricht ebenfalls der Klasse der „Sulfide und Sulfosalze“ und dort der Abteilung „Sulfosalze“. Hier findet er sich innerhalb der Unterabteilung „Sulfosalze mit dem Verhältnis z/y > 4 und der Zusammensetzung (A+)i (A2+)j [ByCz], A = Metalle, B = Halbmetalle, C = Nichtmetalle“ als einziges Mitglied in einer unbenannten Gruppe mit der Systemnummer 03.01.11.

## Kristallstruktur
Aschamalmit kristallisiert in der monoklinen Raumgruppe C2/m (Raumgruppen-Nr. 12) mit den Gitterparametern a = 13,719(1) Å; b = 4,132(1) Å; c = 31,419(3) Å und β = 90.94(1)° sowie 4 Formeleinheiten pro Elementarzelle.

## Bildung und Fundorte

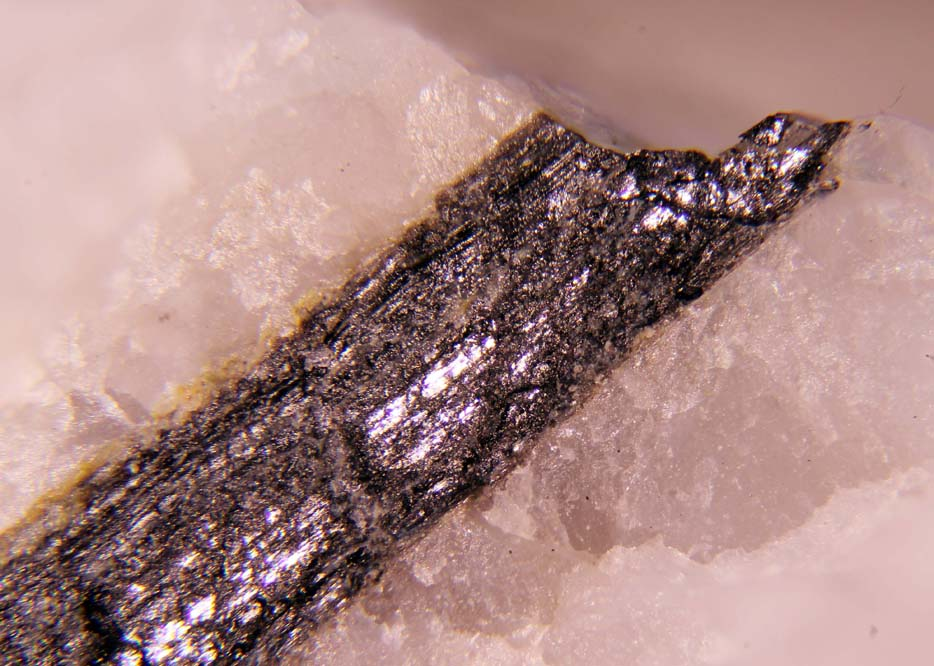
Aschamalmitkristall aus Sedl, Habachtal, Österreich

Aschamalmit bildet sich in mineralisierten alpinotypen Kluftgängen, die den Gneis in der Nähe der Aschamalm im Untersulzbachtal durchschneiden. Als Begleitminerale können unter anderem Albit, Calcit, Chlorit, Cosalit, Galenit, Orthoklas und Quarz auftreten.
Als seltene Mineralbildung konnte Aschamalmit nur an wenigen Orten nachgewiesen werden, wobei weltweit bisher rund 20 Vorkommen dokumentiert sind (Stand 2025). Außer seiner Typlokalität auf der Aschamalm fand sich das Mineral im Salzburger Land noch an verschiedenen Stellen in der Gemeinde Bramberg am Wildkogel (Leckbachgraben, Sedlwald, Wiesbachrinne). Daneben kennt man es in Österreich nur noch aus dem Fundgebiet Torleiten (einschl. Feldseescharte) mit molybdänreicher Sulfidmineralisation im Wurtental nahe Innerfragant (Flattach) in Kärnten.
Weitere bisher bekannte Fundorte sind die Kupfergrube Elatsite bei Etropole in Bulgarien, der Steinbruch Tignai (Gemeinde Bussoleno), Rio del Castello auf der Alpe Cedo und Valle Loana bei Malesco in der italienischen Region Piemont, die Gold-Sulfid-Quarz-Lagerstätte Raigorodok im Gebiet Aqmola in Kasachstan, die Gold- und Silbermine Kalana im Kreis Yanfolila von Mali, die Bergbausiedlung Băița (Bihor) in Rumänien, die Goldlagerstätten Namovskoe nahe Dalneretschensk im Gebiet Primorje und Lugokanskoe im Gebiet Gasimurski Sawod der Region Transbaikalien in Russland, die Silbermine Rudnik im Rudnik-Gebirge nahe Gornji Milanovac in Zentralserbien sowie im Granite Gap im Bergbaurevier San Simon in den Peloncillo Mountains im Westen New Mexicos der Vereinigten Staaten.